# Bidżan (Dajr Hafir)
Bidżan (arab. بيجان) – wieś w Syrii, w muhafazie Aleppo. W 2004 roku liczyła 635 mieszkańców.